# Harry Potter in dvorana skrivnosti (film)
Harry Potter in dvorana skrivnosti (izvirno angleško Harry Potter and the Chamber of Secrets) je fantazijski film, posnet leta 2002 na podlagi istoimenskega romana pisateljice J. K. Rowling.
Po svetu je zaslužil okoli 879 mio dolarjev.